# Kehra
Kehra (tysk: Kedder) er en by i landskabet Harrien i det nordlige Estland. Byen ligger ved floden Jägala og har et indbyggertal på 2.873 (2024) indbyggere. Den er hovedby i Anija kommune.